# Jeż amurski
Jeż amurski (Erinaceus amurensis) – gatunek ssaka owadożernego z rodziny jeżowatych, wcześniej uważany za podgatunek jeża zachodniego.

## Występowanie  i charakterystyka
Obecny zasięg występowania gatunku obejmuje tereny Rosji, wschodnich Chin i Korei. Wygląd, środowisko i tryb życia podobny do jeża zachodniego.

## Zagrożenia i ochrona
Gatunek nie jest objęty konwencją waszyngtońską  CITES. W Czerwonej księdze gatunków zagrożonych Międzynarodowej Unii Ochrony Przyrody i Jej Zasobów został zaliczony do kategorii LC (niskiego ryzyka).